# Asbeck (Adelsgeschlecht)

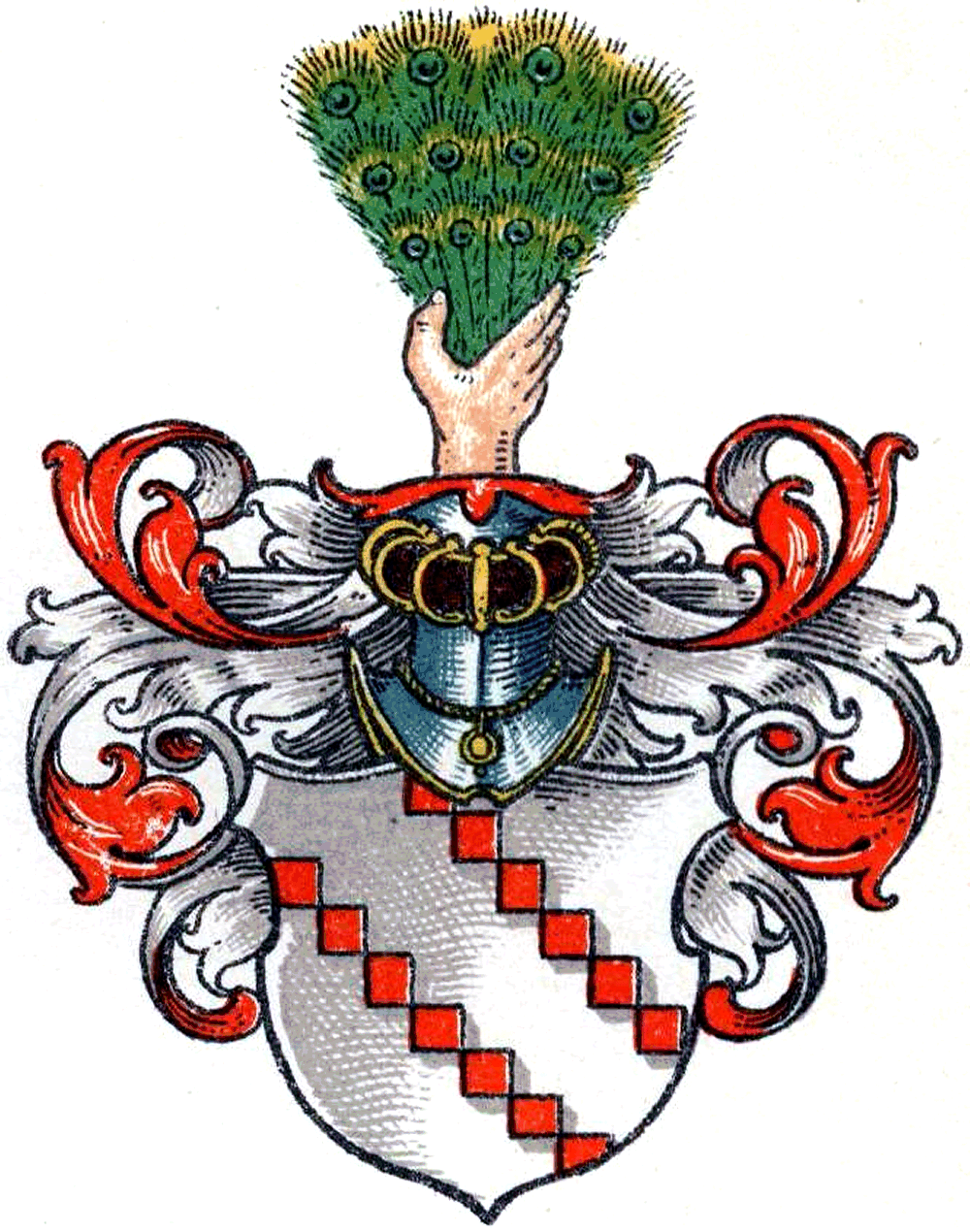
Wappen derer von Asbeck

Asbeck ist der Name eines westfälischen Adelsgeschlechtes. Sein Name geht auf das Dorf Asbeck, heute Ortsteil von Legden im Münsterland, zurück.

## Geschichte
1090 verkaufte Godfried Were, Vogt und Schulte (villicus) zu Asbeck (Legden), das „Allodium de Were“ an den Bischof Erpho von Münster. Er war verheiratet mit Alheid (Witwe 1137). Dieses Gut schenkte der Bischof dem Überwasserkloster zu Münster. Wohl auf dem Besitz der Familie de Were in Asbeck entstand das freiadelige Haus Asbeck als Rittersitz, eine Güterteilung kann hier vorausgesetzt werden. 1101 erbaute Erphos Nachfolger Burchard von Holte auf seinem Haupthof Asbeck eine Kirche, an der 1151 das Stift Asbeck als Doppelkloster errichtet wurde. 1154 tauchte dort ein Lubertus de Asbeke als bischöflicher Ministerialer auf. Er war 1163 im Streit mit dem Stift Asbeck um den Besitz eines Waldes in Asbeck. 1179 übergab Bischof Hermann zu Münster den bischöflichen Hof zu Asbeck mit Zubehör in Legden dem Stift Asbeck im Tausch gegen den Hof Ebbinghof und einer Manse in Midlich. 1296 schloss der Bischof Everhard von Münster mit der Familie von Asbeck einen Vergleich über das Gogericht Sandwelle und befreit die von Asbeck vom Gogericht.
Durch Heirat gelangte 1577 der Rittersitz von der Familie von Asbeck an die Torck zu Vorhelm und von diesen im 17. Jahrhundert ebenso an die von Schenckinck zu Bevern. 1731 fiel das Gut zusammen mit den von der Familie von Reede erheirateten Gütern Brandlecht und Lengerich im Erbgang an die Droste zu Vischering.
Bereits im 14. Jahrhundert kam Dietrich von Asbeck genannt Pinsequaet an Haus Goor in der Grafschaft Mark im heutigen Heßler (Gelsenkirchen). Seine Nachkommen saßen bis 1767 auf dem landtagfähigen Haus. Durch Heirat fiel in der zweiten Hälfte des 16. Jahrhunderts Haus Berge am Borbecker Mühlenbach im heutigen Essen-Bochold an diese Familienlinie. Als Lehen kam 1592 das benachbarte Gut Münsterhausen am Mühlenbach hinzu. Calixtus von Asbeck, der letzte Asbeck auf Berge und Münsterhausen, verkaufte die Güter 1794 an das Essener Stiftskapitel und zog nach Westfriesland.
Von den Herren Asbeck zu Berge und Münsterhausen stammt ein niederländischer Zweig der Familie. Zu Beginn des 18. Jahrhunderts zog ein Familienmitglied nach Groningen. Durch Erlass vom 28. August 1814 wurden zwei Mitglieder der Familie als Adelige von Friesland anerkannt und in den Groninger Ritterstand aufgenommen. 1822 wurde allen niederländischen Nachkommen der Barontitel zuerkannt. Dieser Zweig der Familie besteht gegenwärtig fort.

## Personen
- Adolf von Asbeck (?–1637), Sohn des Rotger von Asbeck zu Berge und dessen Gemahlin Ermgard von Raesfeld, römisch-katholischer Geistlicher und Domherr in Münster.
- Rotger von Asbeck (✝ 1619), Kanoniker, Domkantor und Probst am Hochstift Münster[2]
- Franz Wilhelm von Asbeck (1760–1826) war ein bayerischer Adeliger und Beamter.
- Charlotte von Asbeck (1806–1884), Ehefrau von Franz Ferdinand von Brackel und Mutter von Ferdinande von Brackel.
- Willem Dirk Hendrik Baron van Asbeck (1858–1935), niederländischer Seeoffizier, Kolonialbeamter und Diplomat, der unter anderem zwischen 1911 und 1916 Gouverneur von Niederländisch-Guayana (Suriname), von 1922 bis 1927 Gesandter in Mexiko sowie zwischen 1927 und 1931 Gesandter in Spanien war
- Peter van Asbeck (* 1954), niederländischer Hockeyspieler
- Ewout van Asbeck (* 1956), niederländischer Hockeyspieler

## Wappen
Blasonierung: In Silber zwei schrägrechte Reihen von roten Rauten. Auf dem Helm mit rot-silbernen Helmdecken ein natürlicher Pfauenbusch, von einer natürlichen Hand gehalten.

Wappen derer von Asbeck in den Niederlanden von 1814